# Antitrygodes dysmorpha
Antitrygodes dysmorpha är en fjärilsart som beskrevs av Louis Beethoven Prout 1915. Antitrygodes dysmorpha ingår i släktet Antitrygodes och familjen mätare. Inga underarter finns listade i Catalogue of Life.